# 三保村 (神奈川県)
三保村（みほむら）は、神奈川県足柄上郡に存在した村。現在の山北町北部、丹沢湖（三保ダム）周辺に位置した。

## 地理
- 山：日影山、檜岳、雨山、鍋割山、塔ノ岳、丹沢山、蛭ヶ岳、檜洞丸、大室山、加入道山、大界木山、城ヶ尾山、菰釣山、鉄砲木ノ頭、三国山、明神山、湯船山、不老山
- 川：玄倉川、中川川、世附川
- 峠：三国峠、世附峠

## 歴史
- 1909年（明治42年）4月1日 - かねて町村組合を結成していた中川村・玄倉村・世附村が合併して三保村が発足。
- 1925年（大正14年）2月1日 - 神縄村の一部（字田ノ入、尾崎など）を編入。
- 1955年（昭和30年）2月1日 - 山北町、共和村、清水村と合併し、改めて山北町が発足。同日三保村廃止。
- 1978年（昭和53年）7月 - 三保ダム竣工により、神尾田、世附（旧世附村）、大仏（旧中川村）、焼津（旧中川村）、玄倉が水没。ただし、世附の浅瀬地区と玄倉の一部は水没を免れた。